# Jakob Lersner
Jakob Lersner (auch Jacob Lersner oder Lersemacher; * 15. Juli 1504 in Marburg; † 5. März 1579 ebenda) war ein deutscher Rechtswissenschaftler, Gesandter und Hochschullehrer.

## Leben
Lersner stammte aus dem späteren Adelsgeschlecht Lersner und war der älteste Sohn des langjährigen landgräflich-hessischen Beamten Ludwig Lersner. Er nahm 1517 sein Studium an der Universität Heidelberg auf, wechselte 1520 an die Universität Erfurt und studierte auch an der Universität Marburg. Er erlangte den Grad eines Lic. iur. und wurde zunächst Mönch. Nachdem er aus dem Kloster ausgetreten war, kam er 1534 als hessischer Gesandter nach Paris. Vom 5. Juni 1535 bis 23. Februar 1540 war er als herzoglicher Rat beim Herzog Heinrich II. von Braunschweig-Wolfenbüttel tätig. 
Lersner kehrte in seine Heimat nach Marburg zurück und wurde zum 19. November 1541 hessischer Rat, Diener und Beisitzer am Hofgericht. Von 1543 bis 1548 war er nach Kassel versetzt. In dieser Zeit ging er an die Universitäten von Bologna und Ferrara, um dort Rechtsfragen zu besprechen und Schriften zu erwerben. 1546 ging er mit dem sächsischen Kanzler Franz Burchart und Hans Niedprucker im Anschluss des Reichstages auf eine diplomatische Mission nach England und Frankreich. 1552 kam er zurück an das Marburger Hofgericht und wurde zugleich zum 14. März 1552 Professor der Rechte an der Universität Marburg. Am 15. Mai 1553 erfolgte dort seine Promotion zum Dr. iur. utr. im Beisein des Landgrafen Philipp von Hessen, der ihm bei dieser Gelegenheit eine goldene Kette überreichte. 
Lersner kam 1554 erneut als Rat nach Kassel, anschließend war er von 1557 bis 1560 als Rat in der Kanzlei Marburg und als Hofgerichtsrat tätig. Außerdem war er vom 6. Juli 1558 bis zu seinem Tod Vizekanzler der Universität Marburg. Auf ihn folgte sein Neffe Hermann Lersner. In der Zeit von 1560 bis 1564 war er abermals in Kassel tätig.
Lersner war in seiner Laufbahn vielfach Hessischer Gesandter bei den Reichstagen in Augsburg und Regensburg (1546, 1556, 1566/1567, 1570/1571) und galt als einer der meistbeschäftigten Diplomaten des Landgrafen Philipp. Nach Philipps Tod hielten die Brüder Wilhelm von Hessen-Kassel und Georg von Hessen-Darmstadt an Lersner fest.
Die Juristen Heinrich Lersner, Christoph Lersner und Johann Lersner waren seine Brüder.

## Werke (Auswahl)
- Oratio De Dignitate utilitateq[ue] Iuris ciuilis : uerum eius usum, contra misonomos, ostendens: nunquàm antehàc excusa, Gymnicus, Köln 1642.
- Antwort, Bericht, vnd Beweiß, Auff die frage, Ob es besser sei, nach gewissen, beschriebenen, vnnd sonst bewerten breuchlichen Rechten, Gesetzen, Ordnungen vnd Gewonheyten. Oder nach eygner Vernunfft, Sinn, Witz, Gutbeduncken, vnd selbst gefaster pillikheyt, Egenolff, Marburg 1546.
- Bericht, ob es besser, nach gewissen Rechten, oder nach Gutdüncken zu urtheilen, Helmstadt 1674.